# Zeuxia erythraea
Zeuxia erythraea är en tvåvingeart som först beskrevs av Egger 1856.  Zeuxia erythraea ingår i släktet Zeuxia och familjen parasitflugor. Inga underarter finns listade i Catalogue of Life.